# Château Charolais
Château Charolais byl zámek na území Paříže v 9. obvodu.

## Historie
V roce 1739 získal Charles de Bourbon-Condé, hrabě z Charolais od Thomase Duranda pozemek severně od Rue Jollivet (dnešní Rue de Bellefond), poté tři další pozemky, které se rozkládaly mezi Rue du Faubourg-Poissonnière a Rue de Rochechouart.
Panství zahrnovalo dům přiléhající k velkému pavilonu se čtyřmi sloupy v průčelí, který nechal v roce 1713 postavit Laurent Danet, nadporučíka sokolnictví, tchán Thomase Duranda. Hrabě z Charolais, který zde před koupí bydlel jako nájemce, nechal tyto budovy rozšířit neznámým architektem, snad Jeanem Aubertem.
Dědicové hraběte, který zemřel bezdětný v roce 1760, prodali panství v roce 1765 hudebnímu skladateli Nicolasovi Chédeville (1705–1782), majiteli několika přilehlých domů. Touto koupí sledoval především rozparcelování území. Nicolas de Chefdeville obsadil část zámku, kde založil dílnu na výrobu hudebních nástrojů, další části pronajal a zahradu omezil na parter, aby zbytek panství rozdělil na 17 parcel. Nechal zde postavit několik domů na Rue de Rochechouart. V roce 1774 ale vyhlásil bankrot a majetek přenechal svým věřitelům.
Zámek získaly do pronájmu Marie Douay a její sestřenice Marguerite Lacour, které zde zřídily „sanitární dům“, ve skutečnosti zařízení, kde byly internovány prostitutky, šílené ženy a také ženy poslané sem dle lettre de cachet na žádost manželů nebo rodičů. Marie Douay a Marguerite Lacour koupily budovu v roce 1777.
Po smrti Marie Douayové v roce 1792 již bývalý zámek nesloužil jako vězení a byl pouze rezidencí Marguerite Lacourové.
Jeho další vlastníci se střídali – baron Guyot de Chenizot, Louis-Gabriel Michaud a bankéř Charles Genella, který jej v roce 1842 nechal zbourat.
Po několika dalších prodejích získala pozemek v roce 1857 Compagnie impériale des voitures de Paris provozující dopravu fiakry, která zde otevřela soukromou silnici, zde které se stala Rue de Chantilly na místě staré příjezdové cesty. Severní část starého panství získala v roce 1819 firma Pauwels, která zde instalovala jeden z prvních plynojemů ve městě. Plynárna byla nahrazena v roce 1863 rozlehlou administrativní budovou, která se táhne od Rue Condorcet k Rue Pétrelle. Tato budova, která byla od roku 1946 sídlem Gaz de France, je od roku 2008 sídlem Gaz réseau distribution France.
Přestavba Paříže během druhého císařství znamenala radikální změnu oblasti otevřením ulic Rue de Maubeuge, Rue Condorcet a Rue Pierre-Sémard v roce 1863, doplněné v 90. letech 19. století ulicemi Rue de Chantilly, Rue Thimonnier a Rue Lentonnet. Tím zmizely poslední zbytky původního panství. Ze zámku zůstal jen maison Beauchamp, kde nyní sídlí Lycée Lamartine, a dům na rohu Rue Bellefond a Rue du Faubourg Poissonnière. Území bývalého panství tvoří převážně soubor činžovních domů v haussmannovském stylu z 2. poloviny 19. století. Historicky byla čtvrť severní součástí tzv. Nové Francie.

## Architektura
Nezachovalo se žádné vyobrazení zámku. Částečně jej lze popsat podle plánu z roku 1764. Vstup z Rue de Bellefond byl průchodem mezi 25 metrovými zdmi, kudy se vstupovalo na 56 metrů dlouhý parter před zámkem.
Corps de logis byla budova o rozměrech 8,50 m x 17,50 m s pěti arkýři obklopenými dvěma pavilony vyčnívajícími jeden metr před vstupní zahradu.
Za zámkem se rozkládalo hlavní nádvoří o rozměrech 34 x 41 metrů orámované dvěma křídly, za nimiž se tyčily dvě kulaté věže s kupolí.
Rozlehlá zahrada byla rozdělena na květinové záhony zahrnující rekreační oblasti s jezírky, zeleninové zahrady a sady.